# Det Holstenske Grænsegendarmeri
 Der er for få eller ingen kildehenvisninger i denne artikel, hvilket er et problem. Du kan hjælpe ved at angive troværdige kilder til de påstande, som fremføres i artiklen.

Det Holstenske Grænsegendarmeri oprettedes 1839 af kong Frederik 6. ved det Danske Monarkis grænse tæt ved de 2 store handelsbyer, fristæderne Hamborg og Lübeck, fra hvis lagre der som følge af den voksende velstand i monarkiet begyndte at gå en stadig større strøm af varer mod nord.
Gendarmeriet fik sine opgaver anvist i en kongelig forordning, hvori det hed at gendarmerne skulle beskytte tolderne, hindre vagabonders indtrængen i riget, pågribe desertører, undertrykke tumulter og oprør, samt understøtte politiet i dets tjeneste.
Disse opgaver medførte, at korpset i daglig tale blev betegnet som 'grænsetoldpolitikorpset'.
Korpset tildeltes lyseblå uniformer med røde kanter, hvide banderoler med blank patrontaske, en lang ryttersabel, lyseblå chakot med hvide fangsnore og sølvbeslået kæberem, samt øverst oppe en stor hvid hestehale. Korpset kendetegnedes i høj grad også ved dets smukke og kraftige heste, som langt den overvejende del af mandskabet tildeltes.
Det Holstenske Grænsegendarmeris chefer var:
- 1839-1841 Justus von Unzer, major
- 1841-1842 Johannes von Holler, ritmester
- 1842-1846 Frederik Gyldenstjerne von Sehestedt, ritmester
- 1846-1864 Niels Joachim Christian von Marcher, oberst

Det Holstenske Grænsegendarmeri tjente ligesom Det Slesvigske Gendarmeri som feltgendarmeri i 2. Slesvigske Krig, midlertidigt under ledelse af major J. F. M. von Gulstad, dels som toldpoliti i Efterretningsvæsenet og som vagter ved magasin og vognparken og dels som kystvagter på Als. Efter kampene ved Dybbøl og overgangen til Als var dette korps de allersidste danske tropper, som flygtede over til Faaborg.
Da Wienerfreden omsider var sluttet, samlede man resterne af såvel holstenske som slesvigske gendarmeri i Jylland og fordelte dem nu langs den nyoprettede grænselinje ved Kongeåen. Det Holstenske Gendarmeris gamle chef oberst Marcher, der under krigen havde været eskadronchef ved Gardehusarregimentet og ordonnansofficer hos en ryttergeneral, fik nu overdraget den opgave at organisere den nye toldgrænsebevogtning, under navnet Grænsetoldpolitikorpset.